# Ans-et-Glain
Ans-et-Glain is een voormalige gemeente in de Belgische provincie Luik.
De gemeente ontstond in 1795 toen de dorpen Ans en Glain, dat bestuurlijk steeds tot Ans hoorde maar sinds 1624 een zelfstandige parochie was, verenigd werden in een nieuwe gemeente die de naam Ans-et-Glain kreeg.
Door de steenkoolontginning groeide vooral Glain snel in de 19e eeuw waardoor de vraag naar zelfstandigheid zich opdrong. Op 31 december 1874 werd de gemeente gesplitst en werden Ans en Glain aparte zelfstandige gemeenten.

## Demografische ontwikkeling
Bron: NIS; Opm:1806 t/m 1866=volkstellingen; 1874=inwoneraantal op 31 december